# Représentations diplomatiques en République dominicaine

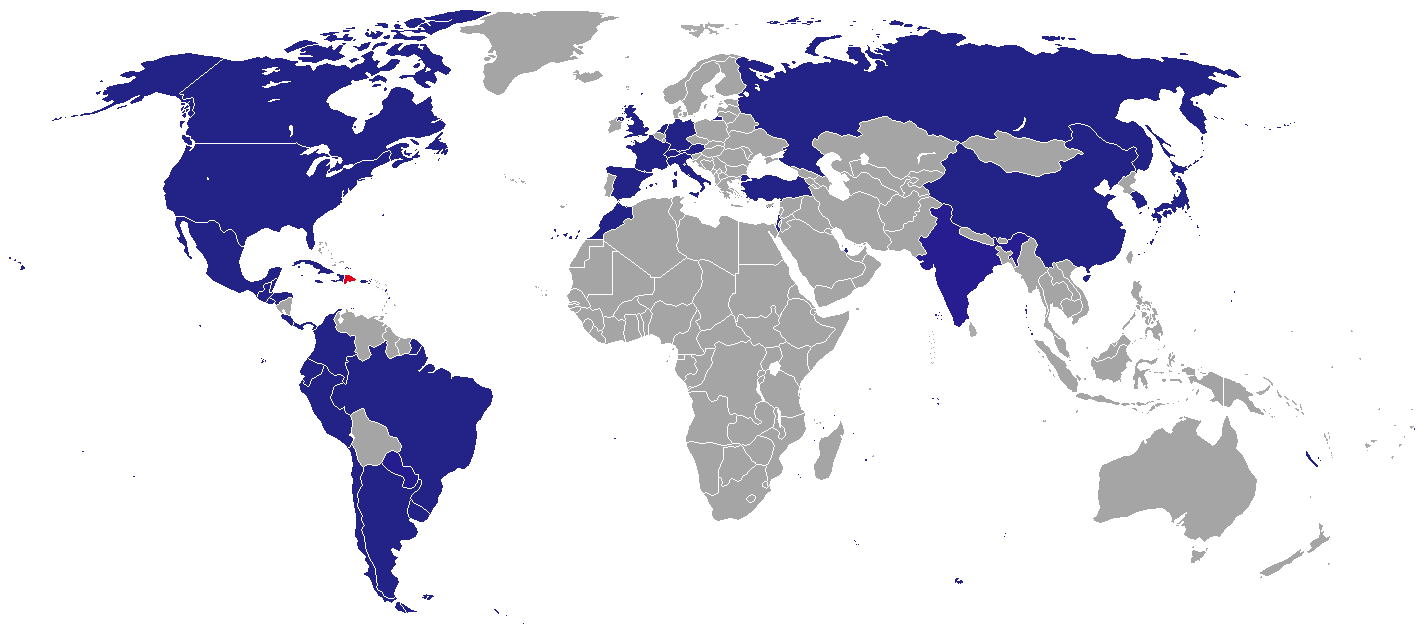
États ayant une représentation diplomatique en République dominicaine

Voici une liste des représentations diplomatiques en République dominicaine. Il y a actuellement 39 ambassades à Saint-Domingue.

## Ambassade
| - Allemagne - Argentine - Belize - Brésil - Canada - Chili - Chine - Colombie - Corée du Sud - Costa Rica - Cuba - Équateur - Espagne - États-Unis - France - Guatemala - Haïti - Honduras - Inde - Israël | - Italie - Jamaïque - Japon - Maroc - Mexique - Nicaragua Ordre souverain de Malte - Panama - Paraguay - Pays-Bas - Pérou - Qatar - Royaume-Uni - Salvador - Suisse - Turquie - Uruguay - Vatican - Venezuela |

## Autres missions à Saint-Domingue
- Autriche (Bureau de l'ambassade)
- Porto Rico (Agence commercial)
- Union européenne (Délégation)

## Consulats

### Consulat général àDajabón
- Haïti

### Consulat général àHigüey
- Haïti

### Missions diplomatiques àPuerto Plata
- Canada (consulat)
- États-Unis (agence consulaire)

### Missions diplomatiques àPunta Cana
- Canada (bureau de l'ambassade)
- États-Unis (agence consulaire)

### Consulat général àSanta Cruz de Barahona
- Haïti

### Consulat général àSantiago de los Caballeros
- Haïti

## Galerie des ambassades à Saint-Domingue

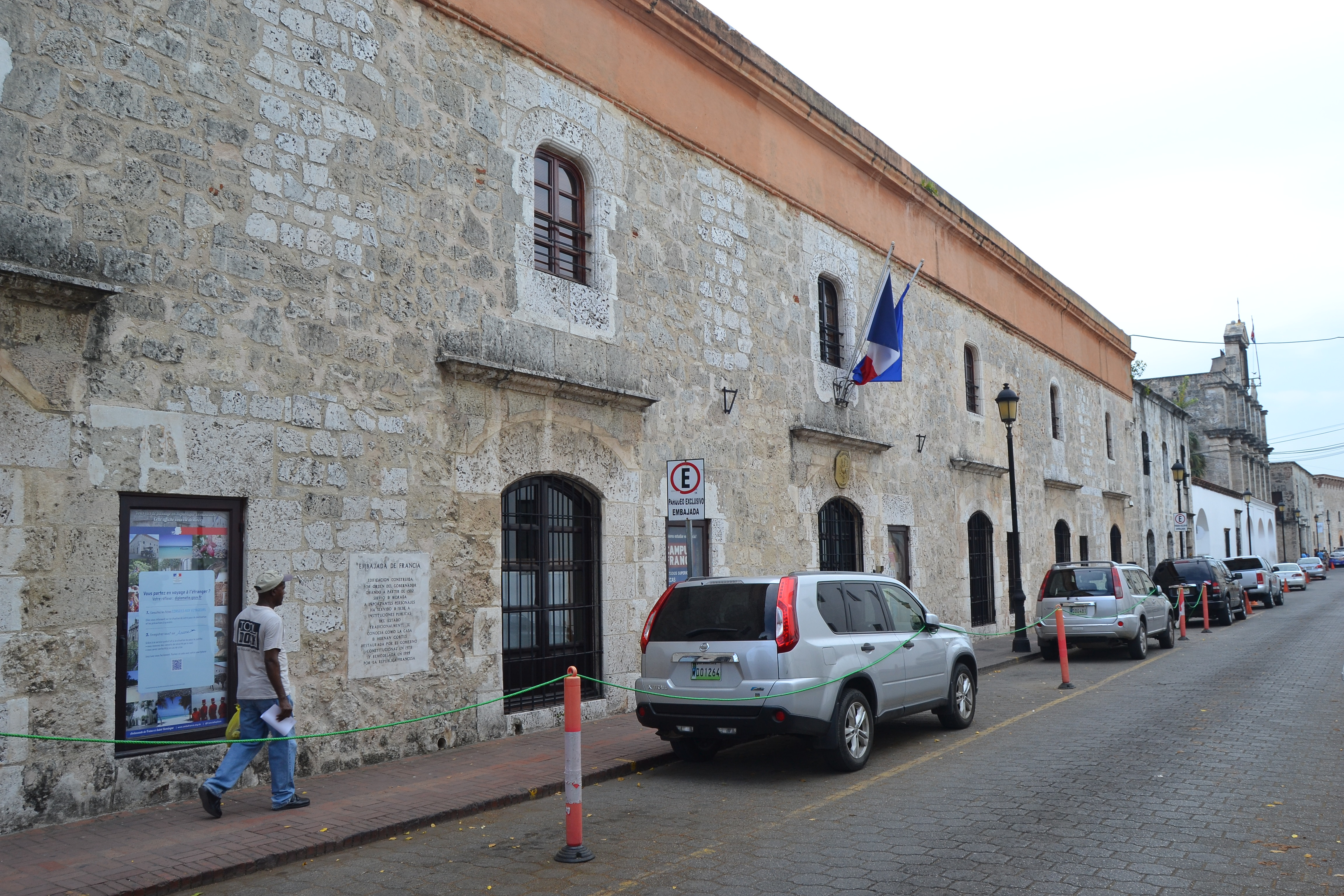
Ancienne Ambassade de France
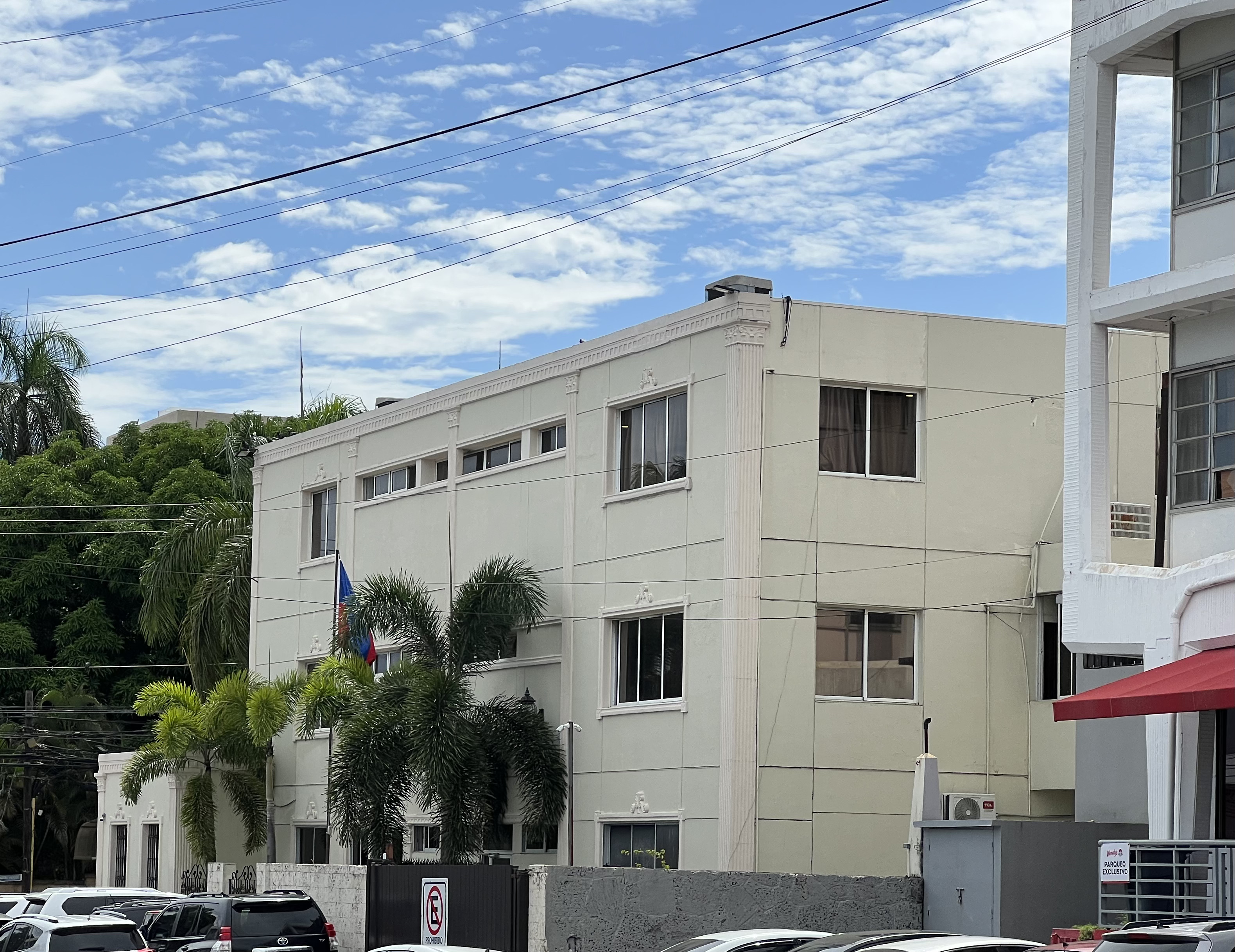
Ambassade d'Haïti
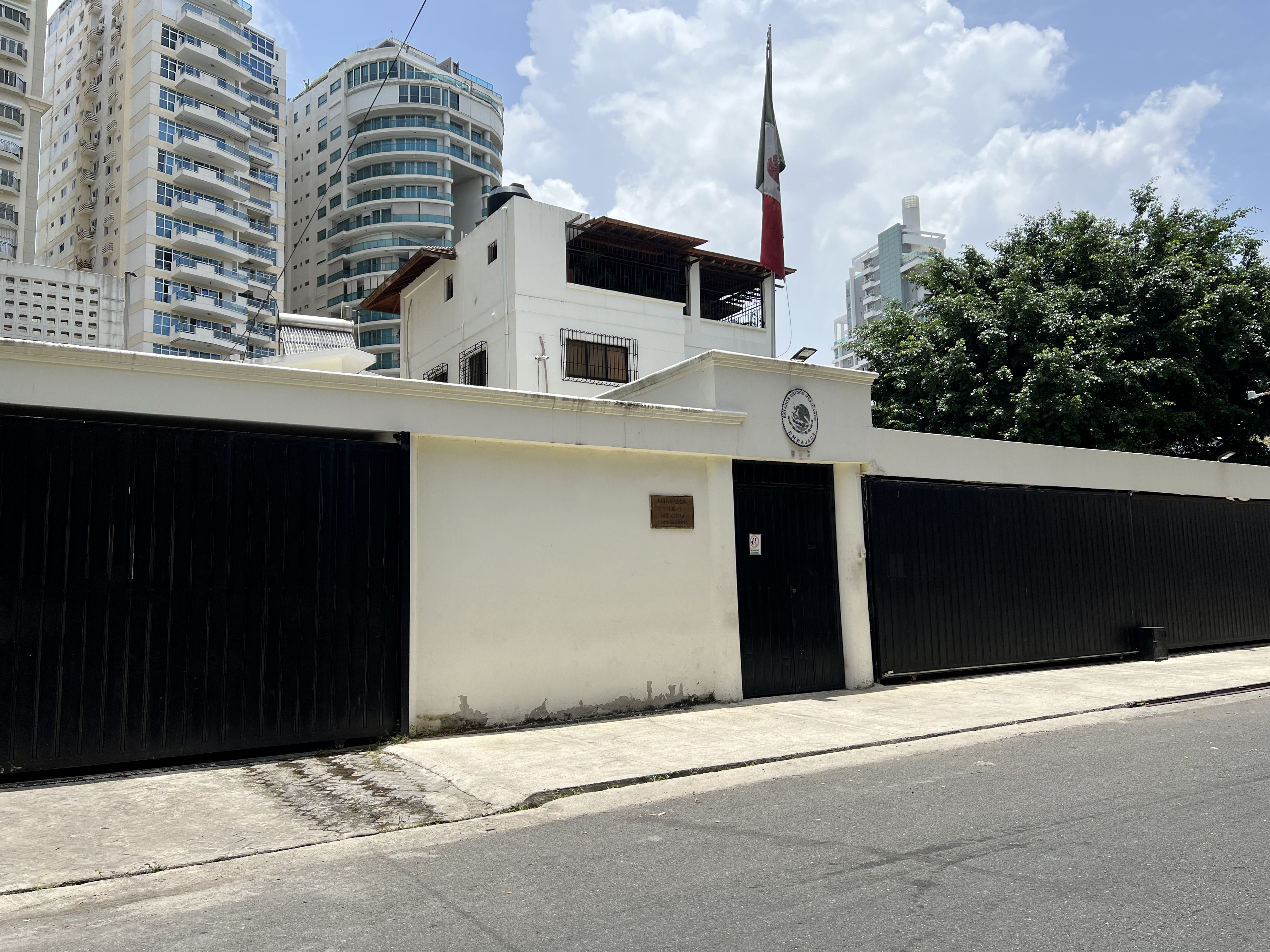
Ambassade du Mexique
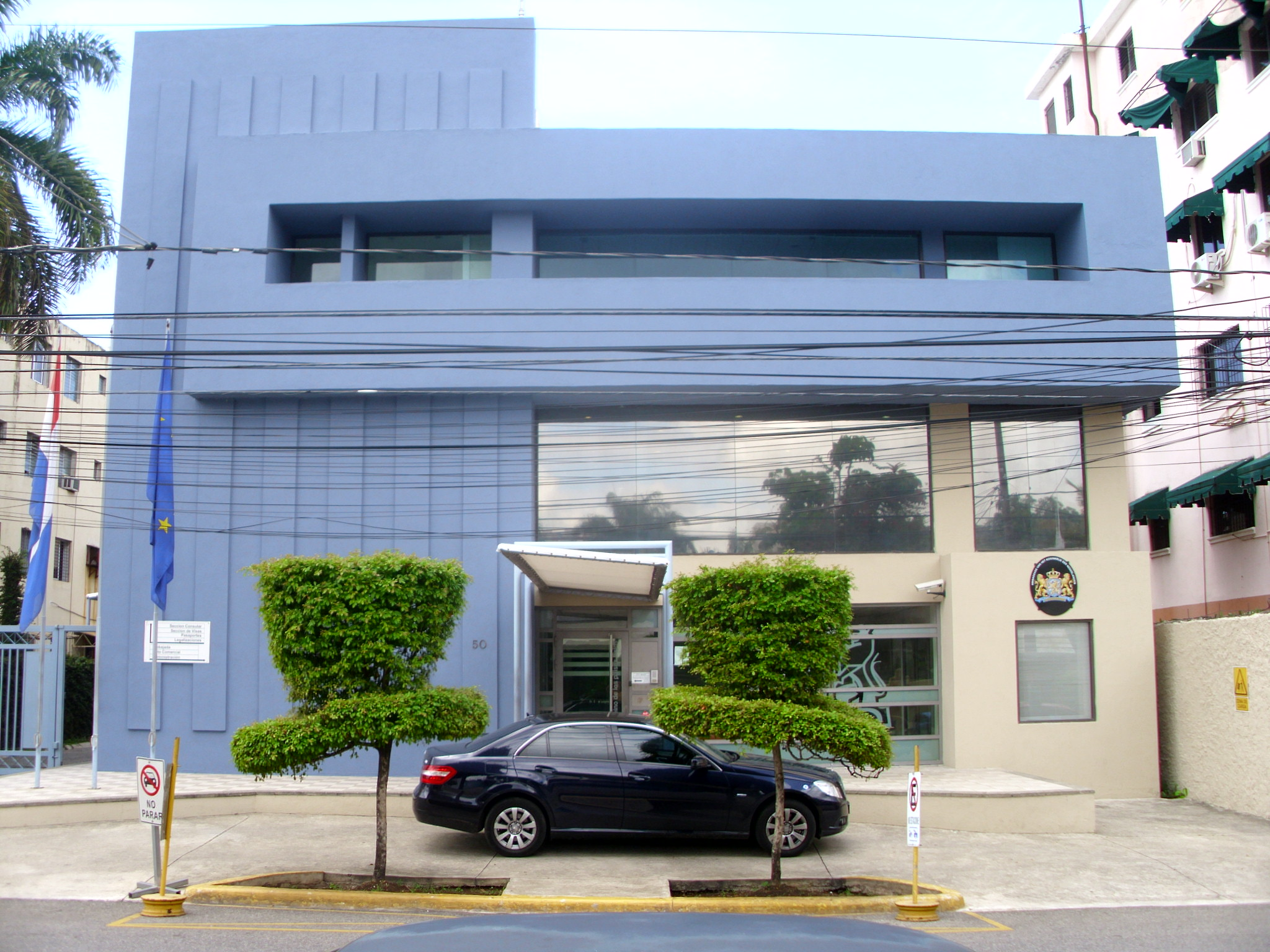
Ancienne ambassade des Pays-Bas

## Ambassades non résidentes

### Bogota
- Pologne
- Roumanie[1]

### Caracas
- Autriche[2]
- Russie

### Guatemala
- Taïwan

### Kingston
- Belgique
- Nigeria
- Trinité-et-Tobago[3]

### La Havane
- Afrique du Sud[4]
- Algérie
- Arabie saoudite
- Bulgarie
- Chypre
- Côte d'Ivoire
- Égypte
- Émirats arabes unis
- Grèce
- Hongrie
- Inde
- Indonésie
- Laos
- Liban
- Libye
- Malaisie
- Norvège[5]
- République tchèque[6]
- Serbie
- Slovaquie[7]
- Sri Lanka
- Syrie
- Ukraine[8]
- Viêt Nam
- Yémen

### Mexico
- Australie[9]
- Danemark[10]
- Finlande[11]
- Géorgie
- Nouvelle-Zélande
- Philippines
- Portugal[12]

### New York
- Croatie[13]
- Islande[14]
- Maldives

### Ottawa
- Thaïlande

### Stockholm
- Suède

### Washington
- Albanie[15]
- Botswana
- Irlande[16]
- Jordanie
- Koweït
- Oman
- Ouganda
- Ouzbékistan
- République centrafricaine
- Sierra Leone
- Singapour
- Soudan
- Soudan du Sud
- Togo
- Tunisie
- Turkménistan
- Zambie
- Zimbabwe

## Ancienne ambassade
- Taïwan